# Alex Jones
Alexander Emerick Jones (Dallas, 11 febbraio 1974) è un conduttore radiofonico statunitense, noto sostenitore di varie teorie del complotto ed esponente dell'estrema destra americana.
Jones conduce il programma radio "Alex Jones Show" da Austin, in Texas e gestisce il suo sito web, InfoWars, con il quale ha più volte diffuso teorie del complotto, così come i suoi altri siti web NewsWars e PrisonPlanet.
Jones ha accusato il governo federale degli Stati Uniti d'America di aver pianificato l'attentato di Oklahoma City del 1995 e gli attentati dell'11 settembre 2001. Inoltre ha anche promosso teorie del complotto riguardo al massacro alla Sandy Hook Elementary School del 2012 e la teoria del complotto lunare, affermando che diversi governi e grandi imprese sono entrati in collusione per creare un "Nuovo ordine mondiale" attraverso "crisi economiche deliberatamente pianificate, sofisticate tecnologie di sorveglianza e, soprattutto, attacchi terroristici artificiosi che alimentano l'isteria collettiva".
Jones viene considerato un ultraconservatore di estrema destra, un esponente dell'alt-right e un complottista. Lui stesso si è definito paleoconservatore e libertario. Quest'ultima affermazione è stata contestata da altri libertari. Il periodico New York ha descritto Jones come "il principale teorico della cospirazione americano", e il Southern Poverty Law Center lo ha definito come "il teorico della cospirazione più prolifico nell'America contemporanea".

## Biografia
Jones è nato a Dallas il 11 febbraio 1974, figlio di un dentista e di una casalinga, ed è cresciuto tra Rockwall e Austin. In uno dei suoi podcast, ha dichiarato di avere origini inglesi, gallesi, irlandesi, tedesche e native americane. Dopo essersi diplomato nel 1993 alla Anderson High School di Austin, ha frequentato l'Austin Community College. Ha iniziato la sua carriera a vent’anni, prima conducendo un suo show sulla televisione ad accesso pubblico, per poi passare, nel 1996, a condurre un programma radiofonico intitolato The Final Edition, che annoverava tra i suoi ospiti più frequenti il deputato repubblicano Ron Paul. Nel 1999 i lettori del settimanale The Austin Chronicle lo elessero "miglior conduttore radiofonico dell'anno".
Nel 2003 Jones ha realizzato 911: the Road to Tyranny, un documentario che promuove teorie del complotto sull'attentato al World Trade Center dell'11 settembre 2001. In seguito ha fondato prima The Alex Jones Show, il suo programma radiofonico che nel 2010 aveva una media di 2 milioni di ascoltatori alla settimana, supportato dal "Genesis Communications Network" negli Stati Uniti e online ed ha successivamente fondato i siti web InfoWars e PrisonPlanet.
Nel 2016 Jones è rimasto coinvolto nelle polemiche riguardanti la teoria del complotto del Pizzagate e alle elezioni presidenziali negli Stati uniti di quell'anno è stato un aperto sostenitore di Donald Trump. Nell'agosto 2018 gli account di Jones e le pagine relative al suo sito sono stati oscurati da Facebook, YouTube e Spotify per incitamento all'odio verso le minoranze; inoltre Apple ha rimosso cinque dei suoi podcast dalla sua piattaforma per analogo motivo.
Nel 2022 è stato condannato a pagare un risarcimento di 45 milioni di dollari di "danni punitivi" e 4,1 milioni di dollari di risarcimento alla famiglia di Jesse Lewis, un bambino di 6 anni, dopo aver affermato per anni che la sparatoria alla Sandy Hook è stata una montatura organizzata da attivisti del controllo delle armi e che i genitori dei bambini erano attori. Nell'Ottobre del 2022 è stato inoltre condannato in Connecticut per le stesse ragioni a pagare un risarcimento record di 473 milioni di dollari di "danni punitivi" e 965 milioni di dollari di risarcimento a sette famiglie e a un agente dell'FBI. Sempre nel 2022 Alex Jones ha dichiarato bancarotta secondo le procedure del Chapter 11 e alla fine dell'estate del 2023 non risulta aver ancora provveduto ad alcun pagamento nei confronti delle famiglie.

## Vita privata
Dalla moglie Kelly, con cui è stato sposato da 2007 al 2015, ha avuto tre figli. Nel 2017 lei lo ha citato in giudizio per chiedere la custodia dei figli, definendo l'ex marito "una persona instabile". Nel febbraio 2018 Jones è stato accusato di molestie sessuali nei confronti di uomini e donne, antisemitismo e razzismo.

## Filmografia parziale

### Regista
- Fall of the Republic - The Presidency of Barack Obama - 2009

### Attore
- Bull - serie TV, episodio 6x21 (2022)